# JTU
De Jackson Turbidity Unit, JTU, is een eenheid voor de troebelheid (turbiditeit) van een vloeistof.
De meetmethode van de JTU is gebaseerd op het lichtdoorlatend vermogen van de moeilijk bezinkbare of volledig coloïdale deeltjes in de vloeistof. Tijdens de meting wordt een lichtbron met de sterkte van één candela opgesteld aan een kant van het monster en gekeken met hoeveel lengte monster de kaars totaal vertroebeld is. Een direct verband tussen de hoeveelheid deeltjes en de gemeten JTU is niet te leggen aangezien de reflectie, vorm en kleur van de deeltjes sterk kunnen verschillen en hiermee de meting beïnvloeden.
Een andere maat voor troebelheid is de NTU.